# Classe Antilope
La classe Antilope della Marina Militare Italiana era composta dalle tre unità Antilope, Daino e Gazzella riuscitissime adatte al pattugliamento, alla scorta antisommergibile ed antiaerea, utili come posamine oltre che validi dragamine. In origine erano dei dragamine tedeschi appartenenti rispettivamente l'Antilope al tipo M40 e le altre due al tipo M43, acquistate nel 1949 dall'Italia dopo che vennero rese disponibili essendosi liberate dal compito del dragaggio nel Mar Baltico. La classe venne sottoposta nel tempo a varie modifiche all'armamento, ed il motore venne convertito per la combustione a nafta. Inizialmente le navi della classe vennero classificate navi ausiliarie, quindi navi pattuglia; nel 1954 la classificazione divenne quella di dragamine (l'impiego originario) e nel 1956 corvetta, classificazione che corrispondeva al suo impiego effettivo che era quello di unità leggera antisommergibili e di scorta costiera.

## Caratteristiche
Le unità di questa classe avevano uno scafo con corto castello seguito da una tuga sistemata tra il centro e la poppa. L’albero era a tripode a proravia di un grosso fumaiolo; l’ampia poppa era circondata da un parapetto metallico.
Le unità del tipo M40 avevano un dislocamento standard di 543 tonnellate e di 775 tonnellate a pieno carico, mentre le unità del tipo M43 avevano un dislocamento standard era di 821 tonnellate; nelle unità tipo M40 la lunghezza fuori tutto era di 62,30 metri, la larghezza massima 8,9 metri e il pescaggio massimo di 2,82 metri, mentre nelle unità tipo M43 le dimensioni erano 67,75 metri la lunghezza fuori tutto, 9.00 metri la larghezza massima e 2,68 metri il pescaggio massimo.
L'apparato motore a vapore era costituito da due motrici alternative, alimentate dal vapore di due caldaie a carbone, combustibile adottato causa la scarsità di nafta nella Germania in guerra e convertito a nafta dopo la cessione all'Italia; l'apparato motore aveva una potenza di 2400 cavalli che imprimevano una velocità massima di 16 nodi, con una autonomia di 3.600 miglia ad una velocità di 10 nodi.
L'armamento, dopo l'acquisizione da parte della Marina Militare era costituito da un cannone scudato da 100/47 sistemato a poppa e tre mitragliere da 40/56 sistemate una su una sovrastruttura davanti alla plancia una dietro al fumaiolo e una su una sovrastruttura a poppa a proravia del cannone principale; completavano l'armamento un porcospino, due lanciabombe e due scaricabombe. L'equipaggio era di 107 uomini.

## Storia
L'unità del tipo M40 inquadrata nella 25. M-Flottille, prese parte con un certo successo ai combattimenti nel Golfo di Finlandia e nel Baltico. Le due unità del tipo M43 assegnate entrambe alla 12. M-Flottille nel Baltico, parteciparono tra il 7 e il 31 gennaio 1945, partendo da Danzica alle operazioni di scorta dei convogli che evacuavano da Libau e Windau parte del gruppo d'armate tedesche rimaste isolate dai sovietici nella "tasca" della Curlandia in Lettonia.

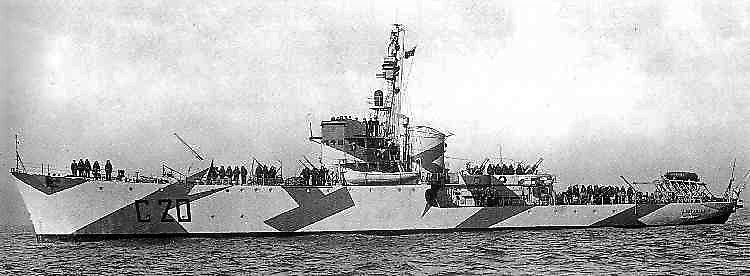
La corvetta Gazzella.

Al termine della seconda guerra mondiale, le tre unità erano state assegnate agli Stati Uniti nella ripartizione delle unità della Kriegsmarine tra le quattro potenze vincitrici e che occupavano la Germania. le tre unità vennero cedute nel 1949 dagli Stati uniti all'Italia.
Dopo la consegna all'Italia le tre unità vennero sottoposti a lavori di revisione generale presso l'Arsenale di La Spezia, nel corso dei quali vennero sbarcati l'armamento tedesco e le apparecchiature di dragaggio e vennero trasformate le caldaie, che dalla combustione a carbone passarono alla combustione nafta.
Al termine dei lavori le tre unità vennero riclassificate come navi pattuglia, dal 1º gennaio 1950, e rinominate "Antilope", "Gazzella" e "Daino". Successivamente dal 1º ottobre 1953 le tre unità vennero classificate di Dragamine Meccanici senza tuttavia reimbarcare l’apparecchiatura per il dragaggio. Il 1º giugno 1956 le tre unità vennero riclassificazione corvette e, all’armamento artiglieresco vennero aggiunti a prua un porcospino ed a poppa due lanciabombe e due tramogge antisommergibili. Nave "Antilope" venne posta in disarmo nel 1958, "Gazzella" e "Daino" vennero riconvertite rispettivamente in Nave Scuola e in Nave ricerche oceanografiche e vennero dismesse nel 1966.

### Antilope
Nave Antilope costruita negli stabilimenti Oderwerke di Stettino, l'ultimo prodotto da quel cantiere, munito di un doppio timone, varata il 12 giugno 1943 e consegnata alla Kriegsmarine il 18 agosto 1944 entrò in servizio come dragamine di squadra M-328 del tipo M 40, unità navali che venivano utilizzati per scorta convogli, caccia antisommergibile, protezione antiaerea oltre che per il dragaggio, che era la loro missione d'istituto. L'armamento artiglieresco inizialmente era costituito da 2 cannoni da 105/45 mm, sistemati uno a prua ed uno a poppa, quattro mitragliere da 37 mm, sei mitragliere da 20 mm, venne modificato in un cannone da 105 mm, una mitragliera da 37 mm e dieci mitragliere da 20 mm e a completare l'armamento sei tramogge singole e quattro lanciabombe di profondità.
Operando come Kampfboot, cioè come battello da combattimento, tra il 14 e il 15 settembre 1944, subito dopo l'armistizio russo-finlandese, fece parte delle forze navali di appoggio al fallito tentativo tedesco di occupare l'isola finlandese di Suursaari, nel Golfo di Finlandia e successivamente durante la fase dell'avanzata sovietica in Estonia, il 18 novembre 1944, nel corso di uno scontro con unità navali sovietiche sul lato orientale della penisola di Sõrve nell'isola di Saaremaa, affondò una motocannoniera nemica, e il 21 novembre successivo sempre durante uno scontro con cannoniere, motosiluranti e motocannoniere sovietiche affondò il dragamine sovietico T-207 Špil' della Classe Fugas.
Al termine della seconda guerra mondiale la nave venne assegnata agli USA nel 1945 e utilizzata dalla German MineSweeping Administration (GMSA) per il dragaggio delle acque tedesche. Nell'agosto 1948 venne utilizzata come nave caserma per la polizia di Bremerhaven finché il 20 luglio 1949 venne assegnata all'Italia con la sigla B1, per essere poi ribattezzata "Antilope" nel 1950 e riclassificata nava da pattuglia. Nuovamente riclassificata dragamine meccanico nel 1953 e poi corvetta veloce nel 1956, venne posta in disarmo nel 1958.

### Daino
Nave Daino, ex dragamine M 803 tipo M43, venne realizzata nei cantieri F. Schichau Werke di Koenigsberg dove venne varata il 19 ottobre 1944 per essere consegnata alla Kriegsmarine il 17 gennaio 1945, con le truppe sovietiche ormai ai confini della Prussia orientale. L'armamento artiglieresco era costituito da due cannoni scudati da 105/45 mm, sistemati uno a prua ed uno a poppa, due mitragliere da 37 mm, sistemate una su una sovrastruttura davanti alla plancia ed una dietro al fumaiolo, e otto mitragliere da 20/65 di cui quattro in un impianto quadruplo su una sovrastruttura a poppa e altri quattro impianti singoli attorno alla plancia. Completavano l'armamento sei tramogge singole e quattro lanciabombe di profondità, con possibilità di portare ventiquattro mine.
Al termine del secondo conflitto mondiale venne catturata dagli americani e passata in gestione il 27 luglio 1945 dalla German MineSweeping Administration (GMSA) con il nome "US 36"; il 14 novembre 1947 venne assegnata all'OMGUS (Office of Military Government for Germany of the U.S) poi nel febbraio 1948 affittata alla società "L. Nimitz" che ne progettava la trasformazione in "Casa Galleggiante" (Wohnschiff) per essere utilizzata quale nave caserma dalla polizia di Amburgo. Restituita il 9 marzo 1949, il 20 luglio dello stesso anno venne assegnata all'Italia con la sigla B2, per essere poi ribattezzata Daino nel 1950 e riclassificata nava da pattuglia. Nuovamente riclassificata dragamine meccanico nel 1953 e poi corvetta veloce nel 1956. Tra marzo e maggio 1959 venne sottoposta a lavori ancora presso l'Arsenale di La Spezia per essere destinata alle ricerche oceanografiche e di archeologia subacquea. Messa in disarmo, per totale mancanza di fondi nel 1964, nel 1966 venne avviata alla demolizione.

### Gazzella

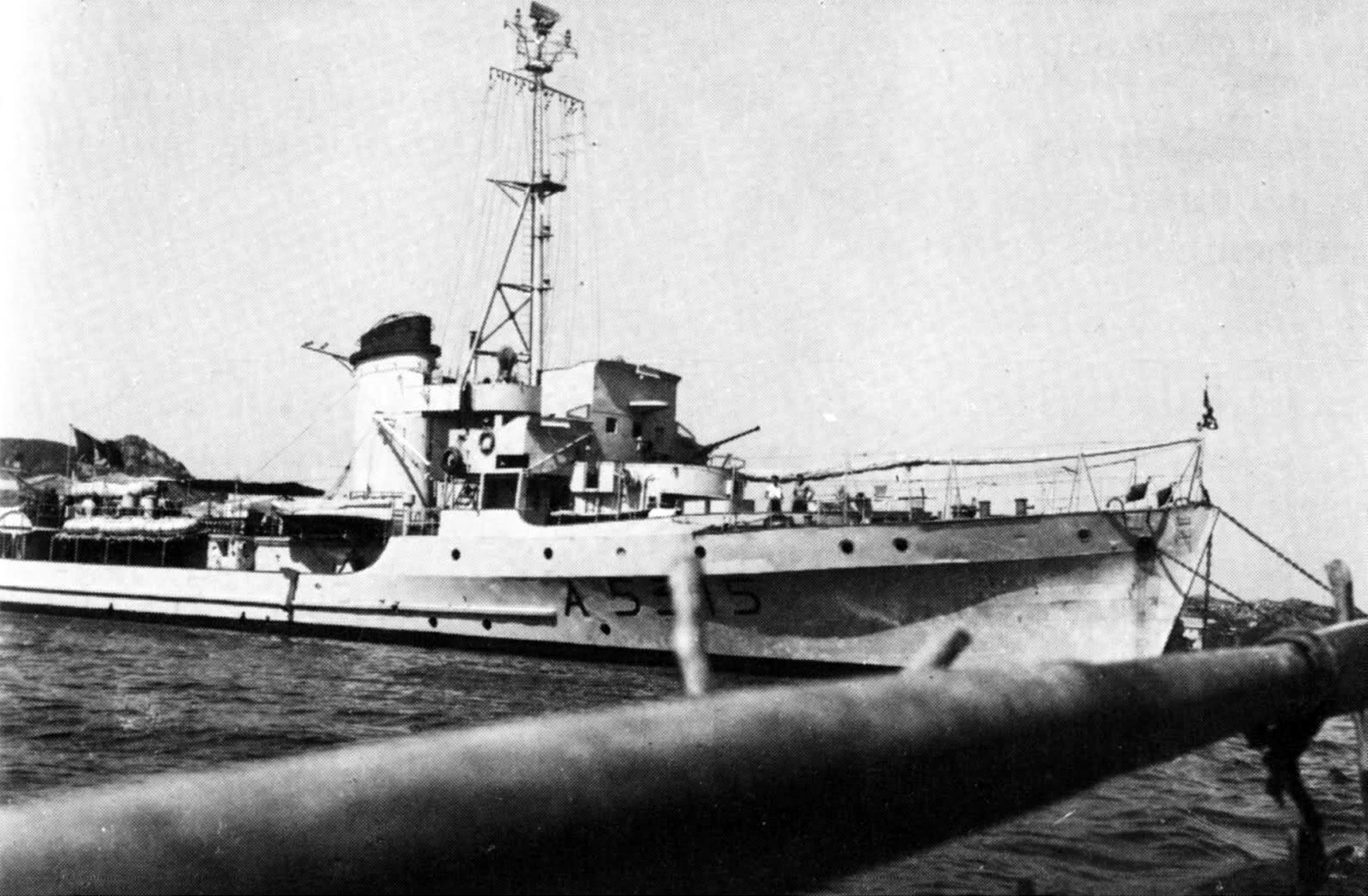
Nave Gazzella dopo la trasformazione in nave scuola

Nave Gazzella ex dragamine M 801 tipo M 43 venne realizzata nei cantieri "F. Schichau Werft" di Koenigsberg dove venne varata il 9 settembre 1944 per essere consegnata alla Kriegsmarine il 3 dicembre 1944. L'armamento era leggermente diverso dalle altre era costituito da due cannoni scudati da 105/45 mm, sistemati uno a prua ed uno a poppa, due mitragliere da 37 mm e quattro mitragliere da 20 mm in un complesso quadruplo, 2 tubi lanciasiluri da 533 mm montati sul ponte e sei cariche di profondità. Al termine del secondo conflitto mondiale venne assegnata agli USA e utilizzata dalla German MineSweeping Administration (GMSA); il 14 novembre 1947 venne assegnata all'OMGUS (Office of Military Government for Germany of the U.S) poi nel febbraio 1948 alla polizia di Amburgo, in previsione di una trasformazione in nave caserma, il 9 marzo 1949 restituita all'OMGUS e il 20 luglio dello stesso anno assegnata all'Italia con la sigla B3, per essere poi ribattezzata "Gazzella" nel 1950 e riclassificata nava da pattuglia. Nuovamente riclassificata dragamine meccanico nel 1953 e poi corvetta veloce nel 1956. Nel 1958 venne trasformata in nave scuola rientrando in servizio nel 1960 e operando in tale compito fino al disarmo e alla successiva radiazione avvenuta nel 1966.